# Esko Aho
Esko Tapani Aho (Veteli, 20 mei 1954) is een Finse staatsman en voormalig minister-president van Finland (1991-1995).
Hij werd bekend onder de bijnaam „Kannuksen Kennedy“ wegens zijn gestroomlijnde habitus, een vergelijking met president John F. Kennedy van de Verenigde Staten.
Aho is ook de voorzitter van de Centrumpartij (een van de drie belangrijkste Finse politieke partijen, enigszins aan de conservatieve kant van het centrum).
Onder zijn leiding trad Finland toe tot de Europese Unie.